# Белая (нижний приток Чарыша)
Бе́лая — река в России, протекает по Змеиногорскому, Курьинскому и Краснощёковскому районам Алтайского края.

## География
Река берёт начало в гольцовой зоне Тигирецкого хребта, стекая с юго-восточного склона горы Разработной (1962 м н.у.м.). Истоки и значительная часть верхнего течения Белой расположены на территории Тигирекского заповедника. Далее река огибает гольцы Тигирецкого хребта с юга и запада, проходя по его отрогам, и поворачивает на север к долине Чарыша. Устье Белой находится в 335 км по левому берегу реки Чарыш. Длина реки составляет 157 км, площадь водосборного бассейна — 1470 км².
На Белой расположены деревни Бугрышиха и Усть-Белое.

## Притоки
(указано расстояние от устья)
- 30 км: Малая Суетка (лв)
- 50 км: Большая Ускучевка (пр)
- 53 км: Синюшка (лв)
- 62 км: Солдатка (лв)
- 74 км: Большая Каменка (лв)
- 88 км: Малая Белая (лв)
- 93 км: Большая Амелиха (пр)
- 98 км: Малая Амелиха (пр)
- 103 км: Казачья Слесарка (лв)
- 121 км: Крахалиха (пр)
- 133 км: Иркутка (пр)

## Гидрология
| Средний расход воды (м³/с) реки Белая по месяцам с 1961 по 1998 гг. (замеры производились на гидрологическом посту в створе Бугрышихи) |

## Данные водного реестра
По данным государственного водного реестра России относится к Верхнеобскому бассейновому округу, водохозяйственный участок реки — Обь от слияния рек Бия и Катунь до города Барнаул, без реки Алей, речной подбассейн реки — бассейны притоков (Верхней) Оби до впадения Томи. Речной бассейн реки — (Верхняя) Обь до впадения Иртыша.